# 全生物に告ぐ
『全生物に告ぐ』（ぜんせいぶつにつぐ）は、オオヒラ航多による漫画。『月刊アフタヌーン』（講談社）において、2018年1月号から2019年1月号まで連載された。全13話。

## あらすじ
ヤクザの事務所に単身乗り込んだ我良は、兄貴分のバッキーを救うために圧倒的な実力差でヤクザを退ける。するとブチのめされたヤクザの一人が「オマエより強いヤツがいる」と、我良を映画館の廃屋へ連れていく。現れたのは想像を絶するある生物だった。

## 登場人物
我良（ガラ）
「俺が食物連鎖の頂点になる」と全生物に宣戦布告する小僧。
バッキー
我良の兄貴分。弱い。

## 書誌情報
- オオヒラ航多 『全生物に告ぐ』 講談社〈アフタヌーンKC〉、全2巻
  1. 2018年6月22日初版発行、ISBN 978-4-06-511659-3
  2. 2019年1月23日初版発行、ISBN 978-4-06-514219-6